# Мацей Кавечинский
Мацей Кавечинский (19 мая 1520 — 1-я половина 1572 г.) — книгоиздатель, переводчик, реформатор в Великом княжестве Литовском . Его считают основателем первой типографии на территории современной Беларуси.

## Биография
Герб " Остоя ", который впервые упоминается в летописях XV века, происходил от древнего рода Кавечинские. Фамилия происходит от первого родового поместья в Польше — Кавенчин в Вецком уезде, в низовьях реки Вислы . В 16 веке. еще до Люблинской унии 1569 г. некоторые представители рода перебрались в ВКЛ и обзавелись здесь поместьями. Родился в семье Вацлава Кавечинского и Маруши из рода Зебовских . У него было два брата — Гектор и Альбрехт.
В 1540-х годах учился в лютеранском Виттенбергском университете . После окончания школы принял кальвинизм и в конце 1550-х годов вернулся в Литву, в родовое имение Кухтичи Минского повета . Несвижский староста, наместник несвижских имений («хранитель всех замков и дворов») Николая Радзивилла Чёрного .
Основал порт на реке Уздянка, бумажную фабрику в Несвиже, кальвинистский приход в Кухтичах .
Участвовал в реформаторском движении, сначала кальвинистском, а затем арианском, в Литве и Польше. Занимался распространением изданий среди белорусского и украинского населения.
В 1561—1562 годах вместе с братьями Симоном Будным и кальвинистским министром (проповедником) Л. Кжишковским основал в Несвиже типографию, которая в 1562 напечатал первые протестантские издания на старобелорусском языке — " Катехизис " и «Пра апраўданне грэшнага чалавека перад Богам» С. Будный, переводы Священного Писания, труды польских реформаторов Гжегоша Павла и Мартина Чеховиц . Автор предисловий к несвижским изданиям. В начале своей книгоиздательской деятельности, под значительным влиянием С. Будного, пытался распространять издания среди «русского» населения. По мнению российских библиографов (В. С. Сопиков , И. Каратаев), Кавечинский, с помощью земского подскарбия литовского Остафия Воловича, перевез из Вильнюса в Несвиж кириллические шрифты Ф. Скорины . Типометрический анализ, несмотря на определенное сходство шрифтов и инициалов, не подтверждает эту гипотезу.
Закончить работу над изданием Несвижской Библии не удалось, так как Христофор Радзивилл, владелец Несвижа, прекратил деятельность типографии как «еретическую» в 1571 году. Типография была перенесена из Несвижа в Заславль или Узду, где в 1572 году была издана белорусская Библия.
Он умер в 1572 году. После смерти Кавечинского имущество перешло к его братьям, типографию купил Я. Кишка .

## Семья
Его дети Ян и Енох — последние представители рода Кавечинских .